# Sjöstadstrafiken
Sjöstadstrafiken är en passagerarfärjeförbindelse över Hammarbyleden i Stockholm. Den inrättades i december 2000 och förbinder Södermalm med Södra Hammarbyhamnen (Hammarby sjöstad). Den trafikeras på uppdrag av Trafikkontoret i Stockholm av Ressel Rederi AB. 
Överfarten tar cirka tre minuter och är avgiftsfri. Turtätheten var tidigare normalt en avgång var 15 minut, men är nu var 20 minut, se nedan. På vardagar är det 10-minuterstrafik i högtrafik förmiddagar och eftermiddagar.  Cykel får kostnadsfritt medtagas på färjan. 
Den 13 december 2010 inrättades ytterligare en brygga, Henriksdalshamnen. Denna trafikeras genom att färjan på väg mot Södermalm även anlöper Henriksdalshamnen. På grund av den längre färdvägen är turtätheten minskad till en avgång var 20 minut. I högtrafik (vardagar 7-9 och 16-18) är det dock fortsatt 10-minuterstrafik, men med två färjor.
Normalt används färjan M/S Lotten och M/S Lisen för trafiken och M/S Emelie (som normalt går Hammarby Sjöstad-Nybroplan) är reservfärja. 2015 åkte cirka 1,2 miljoner med Sjöstadstrafiken och mellan 2000 och 2015 åkte 11 miljoner med färjetrafiken.

## Bildgalleri

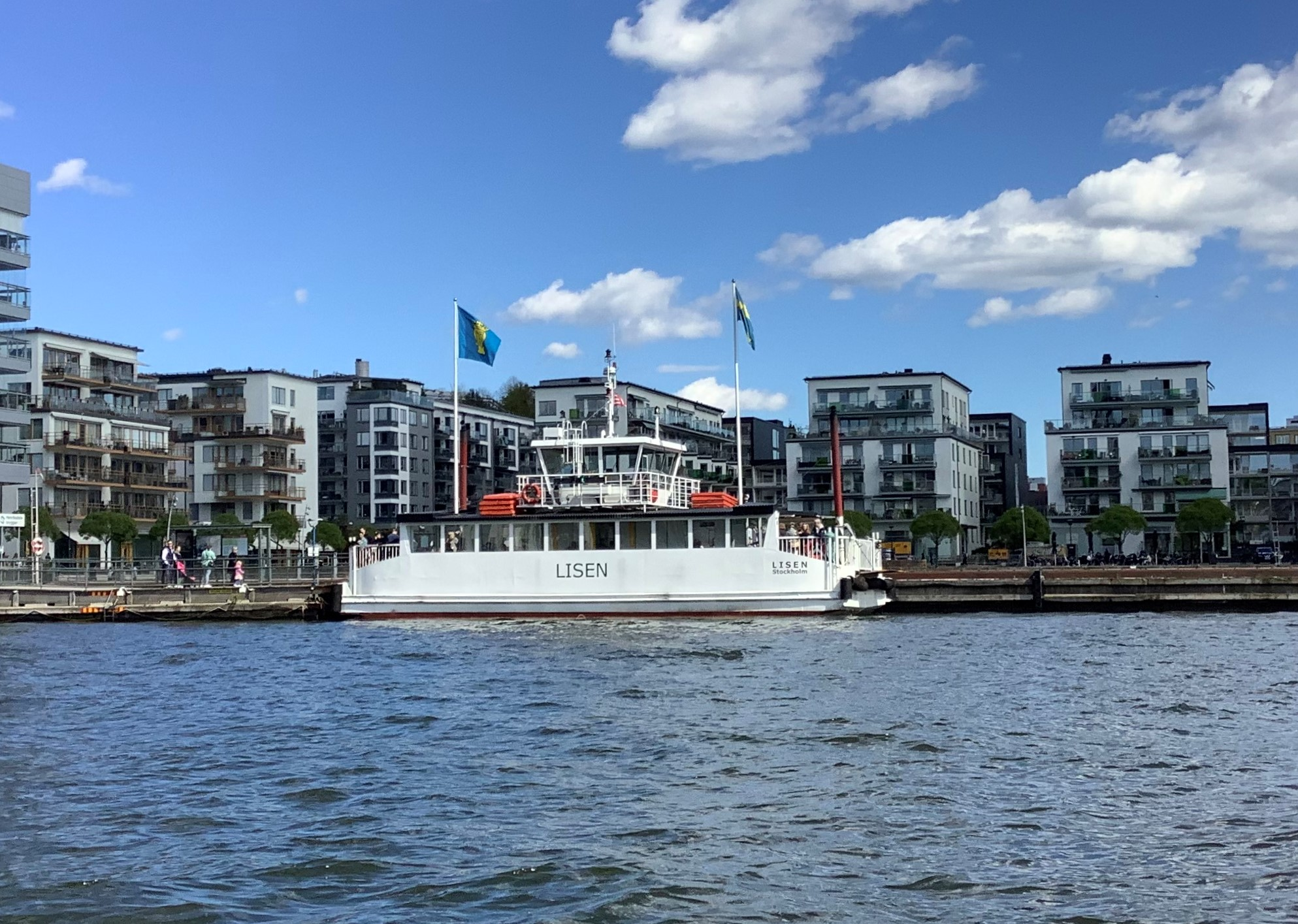
Den nyaste färjan M/S Lisen i Hammarbykanalen, 2020.
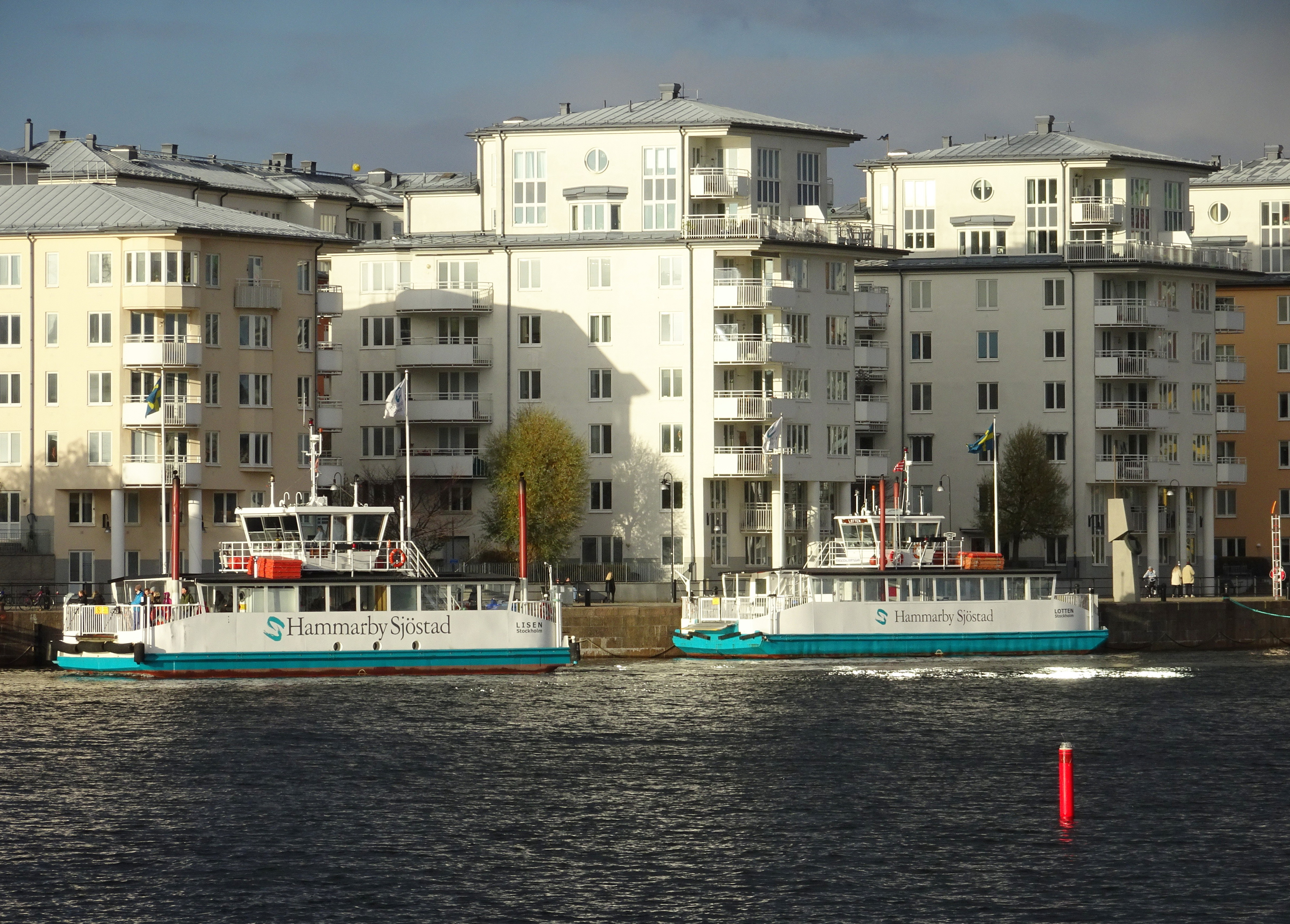
Lisen och Lotten i Hammarbysjön, 2018.
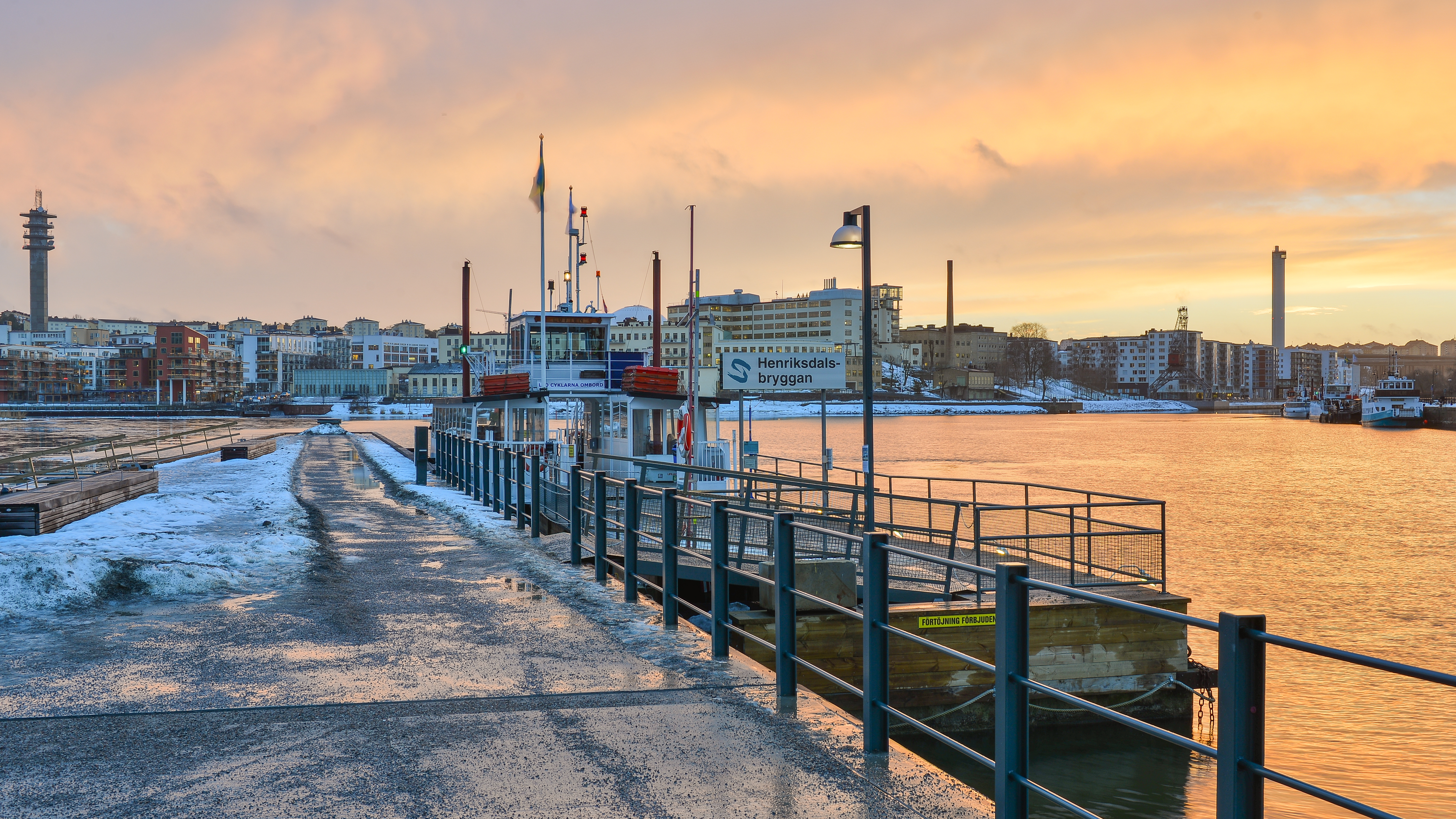
Bryggan i Henriksdalshamnen med Lotten, 2013.
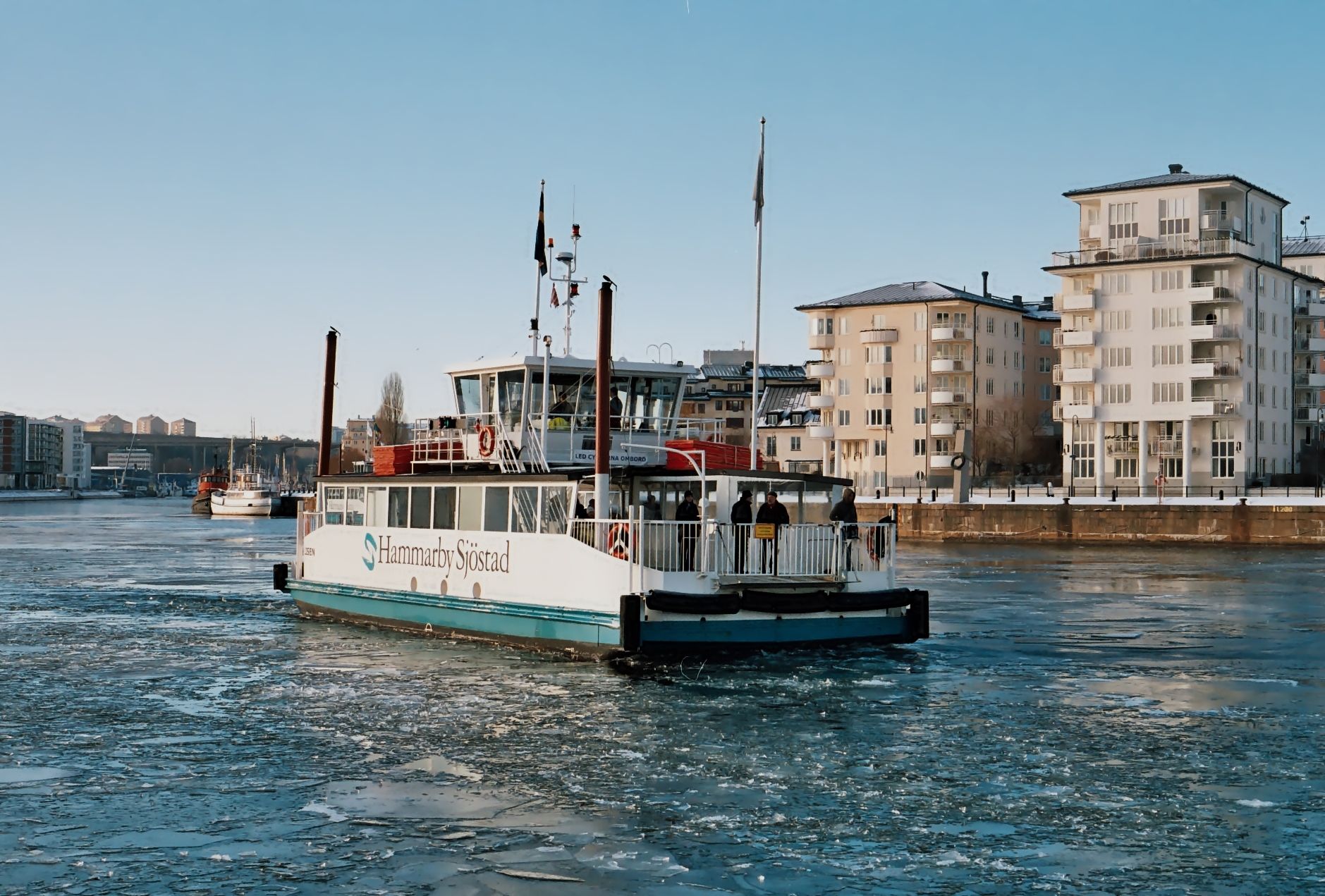
M/S Lisen 2011.
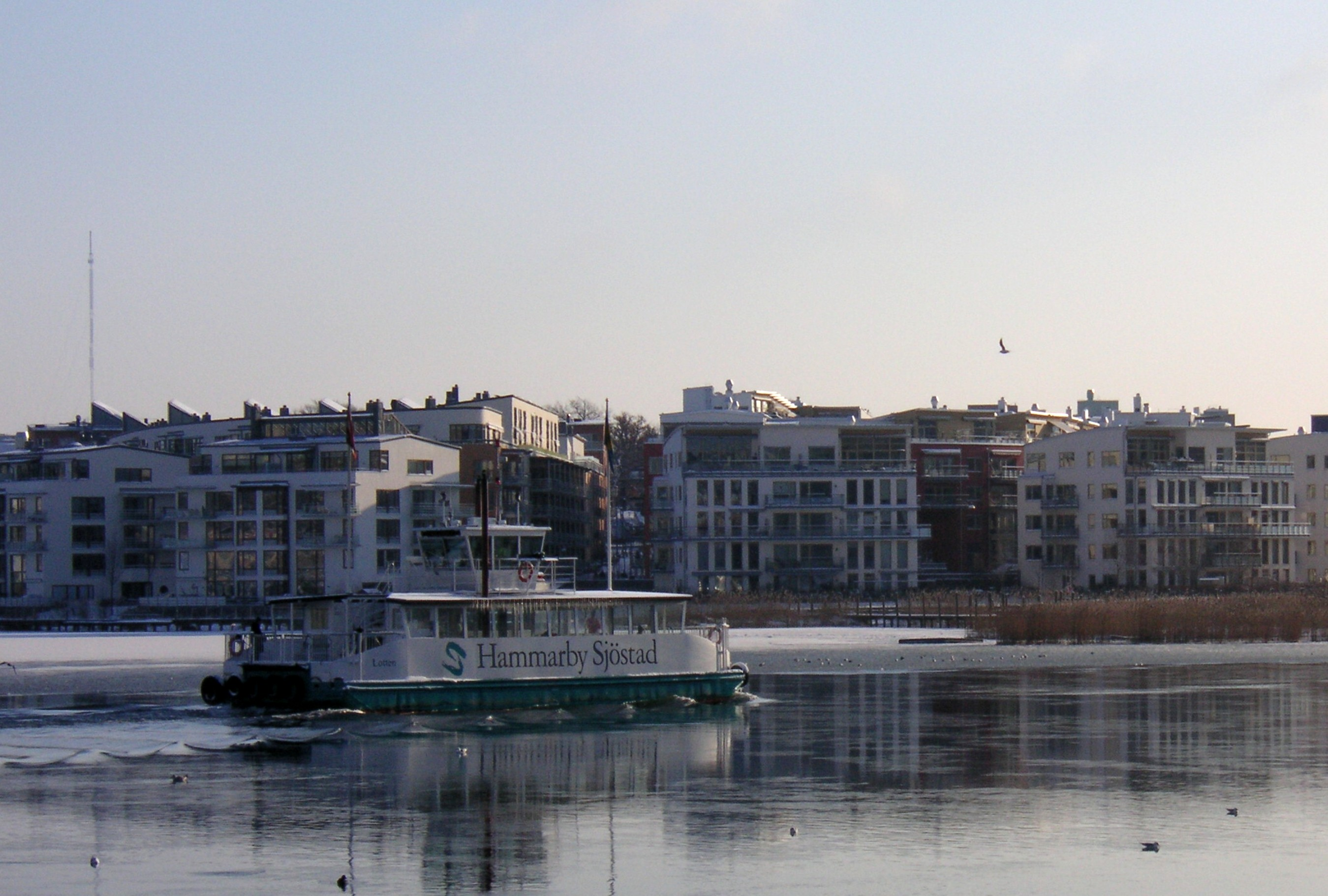
Hammarbyfärjan Lotten i februari 2006